# Nervosa
Nervosa es una banda de origen brasileño de thrash metal formada en la ciudad de São Paulo. Fue fundada en febrero de 2010 por Prika Amaral y Fernanda Terra.
En la actualidad, la banda está compuesta por la guitarrista, vocalista y única miembro original, Prika Amaral; la guitarrista Helena Kotina; la bajista Hel Pyre, y la baterista Michaela Naydenova.

## Historia
La banda fue formada por Prika Amaral (en ese entonces vocalista y guitarrista), la guitarrista Karem Ramos y la baterista Fernanda Terra en 2010. Un año más tarde, Fernanda Lira se unió a la banda como bajista, y a su vez, empezó a hacerse cargo también de la voz, por lo que Prika se enfocó sólo en la guitarra. Por otro lado, Karen Ramos abandonó la agrupación. Ramos vivía fuera de São Paulo y no podía asistir a los ensayos. Las integrantes restantes decidieron continuar como un trío. En 2012 la banda publicó un demo llamado Time of Death. Fernanda Terra abandonó el grupo más adelante y fue reemplazada por Jully Lee, que a su vez fue reemplazada por Pitchu Ferraz poco tiempo después. Esa formación grabó el primer larga duración de la banda, Victim of Yourself de 2014. El álbum fue bien recibido por fanáticos y crítica especializada, dándole un mayor reconocimiento internacional a la banda.

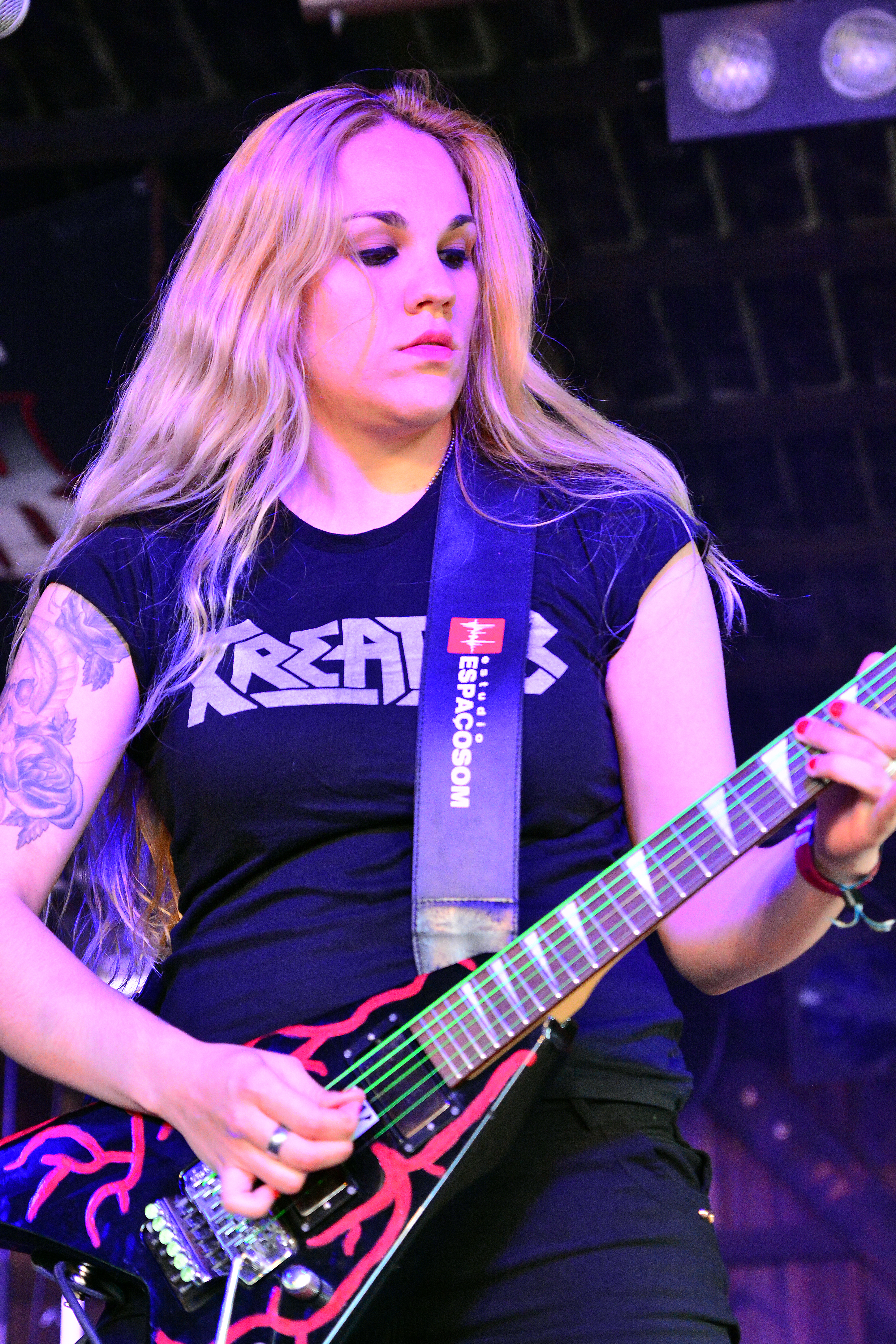
La guitarrista y vocalista Prika Amaral.

Después de participar en algunos festivales de rock de su país, la banda publica en 2016 el álbum Agony bajo el sello Napalm Records. A finales de ese año el trío se embarcó en una gira europea abriendo para agrupaciones como Destruction, Flotsam and Jetsam y Enforcer. Pitchu Ferraz abandonó la agrupación y fue reemplazada por la baterista canadiense Samantha Landa de manera temporal. Después de pasar varios meses con el puesto de baterista vacante, Luana Dametto ingresó a la agrupación como miembro fijo en la batería. La banda ha participado en importantes festivales a nivel mundial, entre los que destacan el Festival Rock al Parque y el Festival Altavoz, en Colombia; el Festimetal Santa Catarina en México; Headbanger Fest en Río de Janeiro, y Leyendas del Rock en España.

### Salida de Fernanda Lira y Luana Dametto
El 25 de abril del 2020 Fernanda y Luana anunciaron su salida de Nervosa, quedando Prika como única miembro de la banda. Se especuló que sería el fin de la agrupación, sin embargo, Prika lanzó rápidamente un comunicado en el que aseguraba que continuaría con una nueva alineación.
Pocos días después, el 6 de mayo, serían anunciadas las nuevas integrantes: La vocalista española Rocío Vázquez, más conocida como 'Diva Satánica'; la bajista italiana Mía Wallace, y la baterista griega Eleni Nota. De este modo, la banda pasaría a ser un cuarteto.
Inmediatamente se anuncia que la banda empezaría a trabajar en un nuevo álbum.
El 11 de enero de 2021 Nervosa lanza su cuarto álbum Perpetual Chaos e inicia una extensa gira mundial por Europa, Estados Unidos y Latinoamérica.
El 23 de julio de 2022, se anuncia por redes sociales que Eleni Nota se ausentaría de la banda hasta fin de año debido a problemas de salud y un tratamiento que debía seguir en Grecia, por lo que no estaría presente para los siguientes 2 festivales europeos, la gira europea y la gira latinoamericana que tenía programada la banda. Para su reemplazo temporal ingresa a la banda la baterista argentina Nanu Villalba.
El 30 de agosto de 2022, se anuncia que Nanu Villalba sería la nueva baterista oficial de la banda. En el comunicado se detalla que Eleni Nota dejó la banda para poder centrarse en su salud y sus proyectos.

### Nuevos cambios de alineación
El día 10 de septiembre de 2022, Nervosa anuncia otra vez noticias acerca de la formación de la banda, esta vez respecto a la bajista Mia Wallace, quien por problemas familiares se ausentaría de la banda momentáneamente y, por lo tanto, de la pronta gira latinoamericana que empezaría el 21 del mismo mes. Para su reemplazo en la gira, Nervosa anuncia al día siguiente que la elegida sería la bajista griega Helena Kotina.
El 20 de diciembre de 2022, a través de un comunicado en sus redes sociales, Nervosa anuncia la salida de Nanu Villalba por no encontrar acuerdo común. Sin embargo, afirman que los planes para un nuevo material continúan.

La guitarrista Helena Kotina.

El 11 de enero de 2023, Nervosa anuncia un nuevo cambio en su formación. Helena Kotina, quien a finales de 2022 acompañó a Nervosa en el rol de bajista en la gira de la banda por Latinoamérica, esta vez pasaría a ser miembro oficial de la banda, pero como segunda guitarrista. Según el comunicado de Nervosa, luego de la nueva formación de la banda que ocurrió en 2020, Prika Amaral ya había considerado agregar una segunda guitarrista a la banda, pero por temas de costos lo tuvo que posponer. Luego, en 2021, entró en contacto con Helena luego del lanzamiento del álbum Perpetual Chaos para que se pueda unir a la banda y desde ahí en adelante Prika y Helena habían empezado a componer juntas ideas para el siguiente álbum. Como el contacto con Helena continuaba y Mia Wallace se tuvo que ausentar de la banda en la mitad de 2022, se dio la oportunidad de que Helena pueda empezar a tocar en giras con la banda, pero mientras en un rol como bajista, aunque su instrumento principal es la guitarra. El comunicado, además, actualiza información sobre el siguiente álbum y se menciona que Nervosa está terminando de componer las canciones y que pronto empezarían las grabaciones de estudio.
El día 27 de enero de 2023, Nervosa vuelve a anunciar una nueva salida de una de sus integrantes. En esta ocasión, la vocalista Diva Satánica da a conocer su retiro de la banda, donde se menciona por parte de la banda que el motivo de la vocalista es para poder dedicarle más tiempo a su banda BLOODHUNTER y otros proyectos. No obstante, Diva, en una publicación propia, desmintió la versión de la banda. Aseguró que su salida fue por motivos de falta de acuerdo entre ambas partes en relación con el proceso de toma de decisiones en la banda. Añadió que no guardaba ningún resentimiento hacia la banda. Se menciona en el comunicado de Nervosa que Diva había anunciado a la banda esta decisión desde el mes de septiembre de 2022 y que se le había pedido que terminara la gira. Esto dejó en claro que no estuvo involucrada en la composición del siguiente álbum de la banda. Nervosa por último menciona que ha estado trabajando los dos últimos meses con una nueva vocalista además de una nueva baterista, y que la banda empezaría las grabaciones del álbum en la semana del anuncio.
El 20 de marzo de 2023 Nervosa anuncia a la griega Hel Pyre como nueva bajista de la banda. Respecto a Mia Wallace, el comunicado deja en claro que se presentará en algunos shows esporádicos de la banda. Una semana después, el 28 de marzo, la banda presentó su nuevo sencillo Endless Ambition y fue revelada la sorpresa de que la nueva vocalista de la banda es ahora la propia Prika.

## Miembros

### Miembros oficiales
- Prika Amaral – Guitarra (2010 – presente) y voz (2010 – 2011 / 2023 – presente)
- Helena Kotina – Guitarra (2023 – presente) – bajo en vivo (2022)
- Hel Pyre – Bajo (2023 – presente)
- Michaela Naydenova – Batería (2023 – presente)

### Miembros anteriores
- Fernanda Lira – Voz y bajo (2011 – 2020)
- Karen Ramos – Guitarra (2010 – 2011)
- Fernanda Terra – Batería (2010 – 2012)
- Jully Lee – Batería (2012 – 2013)
- Pitchu Ferraz – Batería (2013 – 2016)
- Luana Dametto – Batería (2017 – 2020)
- Eleni Nota – Batería (2020 – 2022)
- Nanu Villalba – Batería (2022)
- Diva Satánica – Voz (2020 – 2023)
- Mia Wallace – Bajo (2020 – 2022)

## Discografía
- Time of Death (EP, 2012)
- Victim of Yourself (2014)
- Agony (2016)
- Downfall of Mankind (2018)
- Perpetual Chaos (2021)
- Jailbreak (2023)